# Bisdom Gaoua

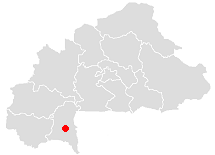
Gaoua binnen Burkina Faso

Het bisdom Gaoua (Latijn: Dioecesis Gauensis) is een rooms-katholiek bisdom met als zetel Gaoua in Burkina Faso. Het is een suffragaan bisdom van het aartsbisdom Bobo-Dioulasso. Het bisdom werd opgericht in 2011 door afsplitsing van een deel van het bisdom Diébougou. De hoofdkerk is de Heilig Hartkathedraal (Cathédrale Sacré-Cœur) van Gaoua.
In 2021 telde het bisdom 8 parochies. Het bisdom heeft een oppervlakte van 10.411 km² en omvat de provincies Noumbiel en Poni. Het bisdom telde in 2021 501.000 inwoners waarvan 5,6% rooms-katholiek was.

## Bisschoppen
- Ollo Modeste Kambou (2011-)